# Paul Bartel
Pour les articles homonymes, voir Paul Bartel (acteur) et Bartel.
Ne doit pas être confondu avec Paul Bartels.
Paul Bartel (Brooklyn, New York, 6 août 1938 – New York (États-Unis), 13 mai 2000), est un acteur, producteur, réalisateur et scénariste américain.

## Filmographie

### Comme acteur
- 1969 : Utterly Without Redeeming Social Value de Charles Hirsch : Dr Emil Krankheit
- 1970 : Hi, Mom! de Brian De Palma : Oncle Tom Wood
- 1972 : Private Parts (en) : Homme dans le parc
- 1974 : Super Nanas (en) (Big Bad Mama) de Steve Carver : Invité à la fête costumée
- 1975 : La Course à la mort de l'an 2000 (Death Race 2000) de Paul Bartel : Le docteur de Frankenstein
- 1976 : Hollywood Boulevard d'Allan Arkush : Erich Von Leppe
- 1976 : À plein gaz (Eat My Dust) de Charles B. Griffith
- 1976 : Cannonball! : Lester Marks
- 1977 : On m'appelle Dollars (Mr. Billion) de Jonathan Kaplan : figurant
- 1977 : Lâchez les bolides (Grand Theft Auto) de Ron Howard : Groom
- 1978 : Piranhas (Piranha) de Joe Dante : M. Dumont
- 1979 : Le Lycée des cancres (Rock 'n' Roll High School) d'Allan Arkush : M. McGree
- 1980 : The Hustler of Muscle Beach (en) de Jonathan Kaplan (TV) : Directeur
- 1981 : Heartbeeps d'Allan Arkush : Invité à la fête
- 1982 : Eating Raoul : Paul Bland
- 1982 : Dressé pour tuer (White Dog) de Samuel Fuller : Cameraman
- 1982 : Trick or Treats (en) de Gary Graver : Wino
- 1983 : Pied au plancher (Heart Like a Wheel) de Jonathan Kaplan : Chef Paul
- 1983 : Get Crazy de Allan Arkush : Dr Carver
- 1984 : Not for Publication : TV Director
- 1984 : Frankenweenie de Tim Burton : M. Walsh
- 1985 : Série noire pour une nuit blanche (Into the Night) de John Landis : Portier de l'hôtel Beverly Wilshire
- 1985 : Bonjour les vacances 2 (European Vacation) d'Amy Heckerling : M. Froeger
- 1985 : Suivez cet oiseau (Sesame Street Presents: Follow that Bird) de Ken Kwapis : Grouch Cook
- 1986 : Les Bons tuyaux (en) (The Longshot) : Homme aveugle
- 1986 : Shopping (Chopping Mall) de Jim Wynorski : Paul Bland
- 1986 : Killer Party (en) de William Fruet : Professeur Zito
- 1987 : Munchies (en) de Bettina Hirsch : Dr Crowder
- 1987 : Cheeseburger film sandwich (Amazon Women on the Moon) : Docteur (segment Reckless Youth)
- 1988 : Viva Oklahoma (en) (Baja Oklahoma) de Baja Oklahoma (TV) : Minister
- 1988 : Blue-Jean Cop (Shakedown) de James Glickenhaus : Night Court Judge
- 1988 : Mortuary Academy (en) de Michael Schroeder : Paul Truscott
- 1988 : Le Golf en folie 2 (Caddyshack II) d'Allan Arkush : Jamison
- 1989 : L'Arme du clown (en) (Out of the Dark) de Michael Schroeder : Hotel Clerk
- 1989 : Scenes from the Class Struggle in Beverly Hills (en) : Dr Mo Van De Kamp
- 1990 : Pucker Up and Bark Like a Dog de Paul S. Parco : The Director
- 1990 : Far Out Man (en) : Weebee Cool
- 1990 : Gremlins 2 : La Nouvelle Génération (Gremlins 2: The New Batch) : Theatre Manager
- 1990 : Dan Turner, Hollywood Detective (TV) : Larry Badger
- 1991 : Liquid Dreams (en) de Mark S. Manos : Angel
- 1991 : The Pope Must Die (en) de Peter Richardson  : Monsignor Fitchie
- 1992 : Desire and Hell at Sunset Motel (en) d'Alien Castle : Le manager
- 1992 : L'élixir du mal (Soulmates) de Thunder Levin : Professeur ennuyeux
- 1992 : The Living End de Gregg Araki : Twister Master
- 1993 : Shelf Life (en) : diverses apparitions
- 1993 : Les Chroniques de San Francisco (Tales of the City) (feuilleton TV) : Charles Hillary Lord
- 1993 : La Revanche de Jesse Lee (Posse) de Mario Van Peebles : Maire Bigwood
- 1993 : Roses mortelles (en) de Sam Irvin (TV) : Bruno
- 1993 : Grief (en) de Richard Glatzer : Attorney
- 1994 : Jumeaux jumeaux (Twin Sitters) de John Paragon : Linguini-covered man
- 1995 : The Wacky Adventures of Dr. Boris and Nurse Shirley de Paul Leder : Dr Boris
- 1995 : La Traque (Number One Fan) de Jane Simpson : Director
- 1995 : Not Like Us : Mortician
- 1995 : A Bucket of Blood (en) (TV) : Older Man
- 1995 : Usual Suspects (The Usual Suspects) de Bryan Singer : Smuggler
- 1995 : Jerky Boys, le film (The Jerky Boys: The Movie) de James Melkonian (en) : Host at Tut's
- 1995 : Naomi & Wynonna: Love Can Build a Bridge (en) (TV) : Ralph Emery
- 1995 : Love and Happiness de Jordan Alan : Sulley the Short-Order Cook
- 1996 : The Elevator (en) d'Arthur Borman, Nigel Dick et Rafal Zielinski : Acting Coach
- 1996 : Red Ribbon Blues (en) de Charles Winkler : Fred le Pharmacien
- 1996 : Bienvenue chez Joe (Joe's Apartment) de John Payson : NEA Scout
- 1996 : Basquiat de Julian Schnabel : Henry Geldzahler
- 1996 : Los Angeles 2013 (Escape from L.A.) de John Carpenter : Congressiste
- 1996 : Prey of the Jaguar de David DeCoteau : Fabricant de jouets
- 1998 : Melting Pot (en) de Tom Musca : Moderator
- 1997 : L'Héritière (The Inheritance) de Bobby Roth (TV) : Docteur
- 1997 : Lewis & Clark & George (en) de Rod McCall : Flic
- 1997 : Skeletons de David DeCoteau : Maire Harley Dunbar
- 1997 : The Devil's Child (TV) : Dr Zimmerman
- 1998 : Billy's Hollywood Screen Kiss de Tommy O'Haver : Rex Webster
- 1998 : Les Chroniques de San Francisco II (More Tales of the City) (feuilleton TV) : Charles Hillary Lord
- 2000 : Perfect Fit : Père
- 1999 : Dreamers d'Ann Lu : Larry
- 1999 : Zoo d'Alexandra King : Dr Rail St. Cloud
- 1999 : Hard Time: The Premonition de Burt Reynolds (TV) : Proprietor
- 2000 : Hamlet de Michael Almereyda : Osric
- 2001 : Dinner and a Movie : Lou Semelhack

### Comme réalisateur
- 1968 : The Secret Cinema (en)
- 1969 : Naughty Nurse
- 1972 : Private Parts (en)
- 1975 : La Course à la mort de l'an 2000 (Death Race 2000)
- 1976 : Cannonball!
- 1982 : Eating Raoul
- 1984 : Not for Publication
- 1985 : Lust in the Dust
- 1986 : Les Bons tuyaux (en) (The Longshot)
- 1989 : Scenes from the Class Struggle in Beverly Hills (en)
- 1993 : Shelf Life (en)
- 1996 : Clueless (série TV)

### Comme scénariste
- 1968 : The Secret Cinema (en)
- 1969 : Utterly Without Redeeming Social Value
- 1969 : Naughty Nurse
- 1976 : Cannonball!
- 1982 : Eating Raoul
- 1984 : Not for Publication

### Comme producteur
- 1968 : The Secret Cinema (en)
- 1969 : Naughty Nurse
- 1989 : L'Arme du clown (en) (Out of the Dark)